# Mistrovství světa v cyklokrosu 2014
Mistrovství světa v cyklokrosu 2014 bylo vrcholem cyklokrosové seóny 2013/14. Konalo se v nizozemském Hoogerheide ve dnech 1. a 2. února 2014.

## Jezdci
Šampionátu se oficiálně zúčastnilo 229 cyklistů, což je vyrovnaný rekord z šampionátu 2009 v českém Táboře. Poprvé se zúčastnili závodníci z Makedonie a Srbska, obě země měly jednoho zástupce v kategorii juniorů. Závodu elitní kategorie se zúčastnilo 66 cyklistů, v kategorii do 23 let závodilo 59 jezdců a v kategorii juniorů také 59 jezdců. Elitní kategorie žen čítala 45 závodnic.

## Trať
Trať závodu byla až na drobné změny shodná s tratí, na které se zde každoročně koná Světový pohár. Délka trati byla 3.443 km, 13% tvořila silnice, 14% vedlo lesem a zbylých 73% po loukách. Muži v elitní kategorii absolvovali 8 okruhů, závodníci do 23 let 6, junioři 5 a ženy 4.  

## Program
- Sobota 1. února 2014 
  - 11:00 Junioři
  - 15:00 Ženy
- Neděle 2. února 2014
  - 11:00 Muži do 23 let
  - 15:00 Muži elite

## Medailové pořadí zemí
| Pořadí | Země               | Zlato | Stříbro | Bronz | Celkem |
| 1      | Belgie             | 2     | 3       | 2     | 7      |
| 2      | Nizozemsko         | 1     | 0       | 1     | 2      |
| 3      | Česko              | 1     | 0       | 0     | 1      |
| 4      | Itálie             | 0     | 1       | 0     | 1      |
| 5      | Spojené království | 0     | 0       | 1     | 1      |
| Celkem | Celkem             | 4     | 4       | 4     | 12     |

## Přehled medailistů
| Muži      |                 |            |                        |          |                      |          |
| Kategorie | Zlato           | Čas        | Stříbro                | Čas      | Bronz                | Čas      |
| Elite     | Zdeněk Štybar   | 1h 05' 30" | Sven Nys               | + 12"    | Kevin Pauwels        | + 40"    |
| Do 23 let | Wout van Aert   | 49' 35"    | Michael Vanthourenhout | + 50"    | Mathieu van der Poel | + 1' 17" |
| Junioři   | Thijs Aerts     | 45' 55"    | Yannick Peeters        | + 10"    | Jelle Schuermans     | + 12"    |
| Ženy      |                 |            |                        |          |                      |          |
| Kategorie | Zlato           | Čas        | Stříbro                | Čas      | Bronz                | Čas      |
| Elite     | Marianne Vosová | 39' 26"    | Eva Lechnerová         | + 1' 07" | Helen Wymanová       | + 1' 17" |